# Уморените коне ги убиват, нали?
Уморените коне ги убиват, нали? (на английски: They Shoot Horses, Don't They?) е американска драма от 1969 година на режисьора Сидни Полак. Сценарият е по едноименния роман на Хорас Маккой от 1935 година. Филмът получава 9 номинации за Оскар, но печели само един – за второстепенна мъжка роля. Има и Златен глобус в същата категория. Действието във филма се развива по време на Голямата депресия и разказва за танцов маратон с награда от 1500 долара. Глория (в ролята Джейн Фонда) е толкова разочарована от неуспеха в маратона и безпътицата в живота по принцип, че предлага на своя партньор да я убие.